# Црвено усијање
Црвено усијање (енгл. Red Heat) је филмска акција/комедија из 1988. у којој главну улогу, совјетског официра Ивана Данка, игра Арнолд Шварценегер. Његовог партнера из САД игра Џејмс Белуши. Они раде заједно на хватању совјетског (грузијског) дилера дроге Виктора Роставилија, кога игра Ед О'Рос.

## Радња
Руски полицајац Иван Данко (Арнолд Шварценегер) добија задатак да ухапси Грузијског нарко дилера Виктора Роставилија (Ед О'Рос). Он долази у кафану у којој је Грузијска мафија са Виктором и све их хапси, али Виктор успева да побегне. Виктор одлази за Америку у Чикаго и тамо се придружује америчким мафијашима. За то време, Руси шаљу њиховог најбољег и најјачег полицајца Ивана Данка да ухапси Виктора и испоручи га Москви. На аеродрому у Чикагу, дочекује га полицијски партнер из САД Арт Ридзик (Џејмс Белуши). Данко убија све америчке мафијаше који су били са Виктором и на крају убија и Виктора. На самом крају Данко и Ридзик размењују сатове.

## Улоге
| Глумац             | Улога                                               |
| ------------------ | --------------------------------------------------- |
| Арнолд Шварценегер | капетан Иван Данко                                  |
| Џејмс Белуши       | наредник Арт Ридзик                                 |
| Ед О'Рос           | Виктор Роставили                                    |
| Питер Бојл         | капетан Лу Донели                                   |
| Џина Гершон        | Кетрин Манзети                                      |
| Лоренс Фишберн     | поручник Чарли Стобс                                |
| Ричард Брајт       | наредник Галагер                                    |
| Тенгиз Борисов     | Јосиф Борода, Ростин човек                          |
| Џ. В. Смит         | Салим, Елајџин човек                                |
| Пруит Тејлор Винс  | рецепционер                                         |
| Брент Џенингс      | Абдул Елајџа                                        |
| Роџер Калард       | Петар Татамович, Ростин човек                       |
| Савелиј Крамаров   | Григориј Мазурски, совјетски дипломата              |
| Џин Шерер          | конзул Дмитриј Степанович                           |
| Олег Видов         | Јуриј Огарков, совјетски милиционер, Данков партнер |
| Брајон Џејмс       | Стрик                                               |
| Питер Џејсон       | ТВ репортер                                         |
| Мајкл Хагерти      | Пет Нан, Ридзиков шурак                             |
| Свен-Оле Торсен    | Николај, грузијски мафијаш                          |
| Габор Конц         | Вагран Роставили                                    |
| Геза Балкај        | пуковник Куликов                                    |
| Курт Фулер         | Детектив                                            |
| Ким Дук            | Монгол                                              |